# Limnophora opacifrons
Limnophora opacifrons är en tvåvingeart som beskrevs av Malloch 1924. Limnophora opacifrons ingår i släktet Limnophora och familjen husflugor. Inga underarter finns listade i Catalogue of Life.